# Eulepidotis columbrata
Eulepidotis columbrata är en fjärilsart som beskrevs av Dyar 1915. Eulepidotis columbrata ingår i släktet Eulepidotis och familjen nattflyn. Inga underarter finns listade i Catalogue of Life.